# Georg Meissner
Georg Meissner, född 19 november 1829 i Hannover, död 30 mars 1905 i Göttingen, var en tysk fysiolog.
Meissner blev medicine doktor 1852, professor i anatomi och fysiologi 1855 i Basel och 1857 i Freiburg im Breisgau samt professor i fysiologi i Göttingen 1860. Han var en av sin tids främsta fysiologer och författade bland annat Beiträge zur Anatomie und Physiologie der Haut (1853), Beiträge zur Physiologie des Sehorgans (1854) och Untersuchungen über das Entstehen der Hippursäure (tillsammans med Shephard, 1866). Åren 1856-71 utgav han utmärkta redogörelser för fysiologins framsteg ("Berichte der Fortschritte in der Anatomie und Physiologie"; den anatomiska delen författades av Henle).